# علی عدنان کاظم
علی عدنان (عربی: علی عدنان؛ زادهٔ ۱۹ دسامبر ۱۹۹۳ در بغداد) بازیکن فوتبال اهل عراق است که در پست مدافع چپ بازی می‌کند.

## آمار ملی

### بازی‌های ملی
تا تاریخ ۲۹ ژانویه ۲۰۲۴
| عراق  | عراق | عراق | عراق   |
| سال   | بازی | گل   | پاس گل |
| ----- | ---- | ---- | ------ |
| ۲۰۱۲  | ۶    | ۰    | ۰      |
| ۲۰۱۳  | ۱۵   | ۰    | ۰      |
| ۲۰۱۴  | ۵    | ۱    | ۰      |
| ۲۰۱۵  | ۱۲   | ۱    | ۱      |
| ۲۰۱۶  | ۶    | ۱    | ۱      |
| ۲۰۱۷  | ۹    | ۰    | ۱      |
| ۲۰۱۸  | ۸    | ۰    | ۱      |
| ۲۰۱۹  | ۱۱   | ۲    | ۳      |
| ۲۰۲۰  | ۲    | ۱    | ۰      |
| ۲۰۲۱  | ۱۰   | ۱    | ۰      |
| ۲۰۲۳  | ۶    | ۰    | ۰      |
| ۲۰۲۴  | ۴    | ۰    | ۰      |
| مجموع | ۹۴   | ۷    | ۷      |

### گل‌های ملی
| شماره | تاریخ          | میزبان | بازی ملی | حریف     | نتیجه | رقابت                        |
| ----- | -------------- | ------ | -------- | -------- | ----- | ---------------------------- |
| ۱     | ۵ مارس ۲۰۱۴    | دبی    | ۲۲       | بحرین    | ۳–۱   | مقدماتی جام ملت‌های آسیا ۲۰۱۵ |
| ۲     | ۳ سپتامبر ۲۰۱۵ | تهران  | ۳۵       | تایوان   | ۵–۱   | مقدماتی جام جهانی ۲۰۱۸       |
| ۳     | ۲۴ مارس ۲۰۱۶   | تهران  | ۳۹       | تایلند   | ۲–۲   | مقدماتی جام جهانی ۲۰۱۸       |
| ۴     | ۸ ژانویه ۲۰۱۹  | ابوظبی | ۶۲       | ویتنام   | ۳–۲   | جام ملت‌های آسیا ۲۰۱۹         |
| ۵     | ۱۰ اکتبر ۲۰۱۹  | بصره   | ۶۷       | هنگ کنگ  | ۲–۰   | مقدماتی جام جهانی ۲۰۲۲       |
| ۶     | ۱۷ نوامبر ۲۰۲۰ | دبی    | ۷۴       | ازبکستان | ۲–۱   | دوستانه                      |
| ۷     | ۷ ژوئن ۲۰۲۱    | عراد   | ۷۸       | کامبوج   | ۴–۱   | مقدماتی جام جهانی ۲۰۲۲       |